# 78 Cancri
78 Cancri, som är stjärnans Flamsteed-beteckning, är en ensam stjärna, belägen i den mellersta delen av stjärnbilden Kräftan. Den har en skenbar magnitud av ca 7,19 och kräver åtminstone en handkikare för att kunna observeras. Baserat på parallax enligt Gaia Data Release 2 på ca 6,0 mas, beräknas den befinna sig på ett avstånd på ca 548 ljusår (ca 168 parsek) från solen. Den rör sig bort från solen med en heliocentrisk radialhastighet på ca 78 km/s.

## Egenskaper
78 Cancri är en orange till gul jättestjärna av spektralklass K3 III. Den har en massa som är ca 1,6 solmassor, en radie som är ca 11 solradier och utsänder från dess fotosfär ca 48 gånger mera energi än solen vid en effektiv temperatur av ca 4 600 K.